# Carex hwangii
Carex hwangii là một loài thực vật có hoa trong họ Cói. Loài này được Matsuda mô tả khoa học đầu tiên năm 1914.